# Jamie Kalven
James Ewan Kalven (Chicago, 1948) es un periodista, autor, activista por los derechos humanos y organizador comunitario estadounidense radicado en Chicago, Illinois. Es el fundador del Invisible Institute, una organización periodística sin fines de lucro con sede en el South Side de Chicago. Su trabajo en la ciudad ha incluido informar sobre la mala conducta policial y las malas condiciones de la vivienda pública. El periodista de Chicago Studs Terkel se ha referido a Kalven como un «periodista de guerrilla».
Es hijo de Harry Kalven, un profesor de derecho que dejó un manuscrito inacabado sobre la libertad de expresión en los Estados Unidos tras su muerte en 1974. Jamie terminó el manuscrito durante los siguientes 14 años. Después de que su esposa, Patricia Evans, sufriera una agresión sexual, Kalven escribió unas memorias como recurso para apoyar a las víctimas de violación. También informó sobre las condiciones de vida en el complejo de viviendas Stateway Gardens en el barrio de Bronzeville de Chicago. Junto con Evans y un asociado, Kalven fundó el Invisible Institute como un equipo informal de periodismo y organización comunitaria en Stateway. Sus informes sobre abusos por parte de la policía de Chicago en Stateway finalmente condujeron a un litigio que buscaba la publicación de registros de mala conducta policial, que Kalven ganó en 2014. El caso –Kalven v. City of Chicago– resultó en una decisión histórica, al sostener que los registros de mala conducta policial son información pública según la Ley de Libertad de Información de Illinois.
Una vez obtenidos los antecedentes policiales, el Invisible Institute se constituyó poco después como organización sin fines de lucro. El instituto creó el Proyecto de Datos Ciudadanos de la Policía y se convirtió en un centro de información relacionada con mala conducta policial, condenas injustas e informes de denunciantes policiales. Informó sobre el asesinato de Laquan McDonald por un oficial de policía en 2014. Obtuvo una copia de un informe de la autopsia que mostraba que McDonald había recibido 16 disparos estilo ejecución, contradiciendo los informes oficiales de que hubo una sola herida de bala. Kalven ganó el premio Ridenhour Courage por este reportaje. Más tarde coprodujo 16 Shots, un documental sobre el asesinato de McDonald. El Invisible Institute ganó el Premio Pulitzer de Periodismo Nacional en 2021, y se retiró como director ese mismo año.

## Vida personal y comienzos de carrera

Fotografía del anuario de Kalven en el Colegio Laboratorio de la Universidad de Chicago en 1965.

James Ewan Kalven, nacido en 1948 en Chicago, creció en el barrio de Kenwood de la ciudad y ha residido toda su vida en su lado sur. Era el mayor de cuatro hijos, y creció en una familia judía secular. Su padre era Harry Kalven, exalumno y profesor de derecho en la Escuela de Derecho de la Universidad de Chicago, y su madre era Betty Kalven (de soltera Rymer; fallecida en 2011). Jamie asistió a la escuela secundaria en el Colegio Laboratorio de la Universidad de Chicago, graduándose en 1965. Posteriormente se graduó de la Universidad Wesleyana en 1969. Jamie una vez viajó desde París a Nueva Delhi en motocicleta. Era un ávido alpinista, habiendo escalado montañas en el oeste de Estados Unidos, Yukón, Europa y el Himalaya. Durante la guerra indo-pakistaní de 1971, interrumpió su viaje al Himalaya para visitar Bangladés, lo que le llevó a abandonar el montañismo para convertirse en periodista. A mediados de sus 20 años, tenía la intención de seguir una carrera como corresponsal extranjero centrado en Asia.
Su padre, Harry, murió en 1974 a la edad de 60 años, dejando atrás un manuscrito inacabado sobre las teorías legales que sustentan la libertad de expresión en los Estados Unidos. En ese momento, Jamie vivía en San Francisco con su futura esposa, la fotógrafa Patricia Evans, con quien se casó en 1977. Tras la muerte de su padre, hizo una pausa en su carrera como escritor independiente y pasó los siguientes 14 años trabajando en el manuscrito, que finalmente fue completado y publicado por Harper & Row en 1988 como A Worthy Tradition: Freedom of Speech in America. Había revisado las anotaciones de los borradores y consultado notas de los antiguos alumnos de Harry. El joven periodista también viajaba ocasionalmente a New Haven (Connecticut), para discutir el libro con Owen M. Fiss, profesor de la Escuela de Derecho Yale y antiguo colega de Harry en la Universidad de Chicago. Durante este proyecto, apoyó a su familia (Evans y sus dos hijos) escribiendo como freelancer y trabajando como operario de mantenimiento y pintor de casas. El libro también recibió apoyo mediante subvenciones de fundaciones, la primera de las cuales provino de la Fundación Playboy. Benno C. Schmidt Jr., presidente de la Universidad Yale, describió el trabajo del joven Kalven como «un acto extraordinario de devoción intelectual y filial».
En 1988, enseñaba escritura creativa en la Universidad del Noroeste y planeaba escribir un libro sobre libertades civiles. También tenía intención de reanudar su actividad como escritor independiente.

## Activismo para la prevención de la violencia y por las víctimas de violación
Después de terminar el libro de su padre, se sintió atraído por las historias y las comunidades de Chicago. El 21 de septiembre de 1988, su esposa, Patricia Evans, fue golpeada y agredida sexualmente mientras corría durante el día a lo largo de la orilla del lago cerca de su casa en Hyde Park. Evans, que en ese momento tenía 45 años, quedó traumatizada durante al menos 10 años. Como fotógrafa profesional, tomó fotografías de víctimas de violación y ayudó a contar sus historias para el proyecto Voices and Faces. El ataque llevó a Kalven a investigar las causas de la violencia, la pobreza y las divisiones raciales en Estados Unidos; Evans es blanca y su agresor era negro. Kalven escribió entonces unas memorias, Working with Available Light: A Family's World After Violence. Publicado en 1999, el libro ha sido un recurso para consejeros de violación, víctimas y sus familias que buscan comprender las consecuencias emocionales de las agresiones sexuales. Kalven enfrentó críticas por compartir detalles íntimos de su vida y la de Evans, especialmente por escribir como hombre en un campo que afecta principalmente a las mujeres. El libro también provocó un debate sobre el papel que, si es que hay alguno, deberían desempeñar los hombres. Sin embargo, Rape Victim Advocates (RVA), una organización de defensa y asesoramiento con sede en Chicago, lo elogío por compartir la perspectiva de la pareja de una víctima, algo poco común en trabajos sobre violencia sexual. En 2005, fue honrado por RVA por su trabajo en apoyo a los sobrevivientes de agresión sexual y la prevención de la violencia. El periodista de Chicago Studs Terkel, amigo de Kalven y de su difunto padre Harry, entregó el premio.

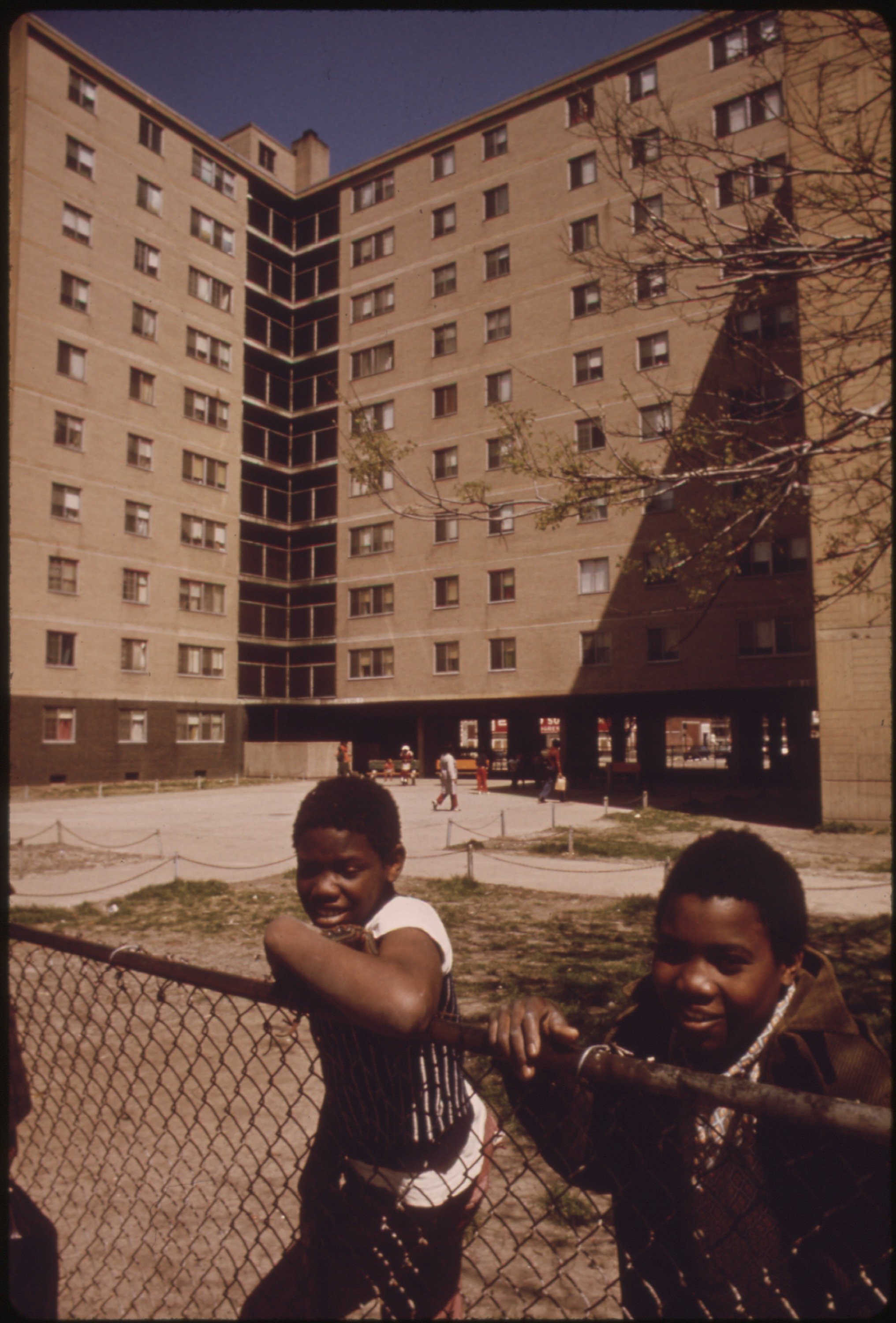
Jóvenes en el complejo de viviendas Stateway Gardens en 1973.

A partir de 1993, Kalven y otros organizadores comunitarios celebraron reuniones mensuales, llamadas «Vigilia contra la violencia», en las que los asistentes lamentaban a las víctimas de la violencia urbana leyendo los nombres de los asesinados en el South Side. Las reuniones tuvieron lugar en el complejo de viviendas Stateway Gardens en Bronzeville. En ese momento, Stateway era una de las zonas más violentas y pobres de la ciudad. La vigilia se reunió durante unos cinco años, después de los cuales Kalven continuó su participación en Stateway. Ayudó a rehabilitar terrenos vacíos para convertirlos en jardines y parques, y en 1997 fundó el Cuerpo de Conservación Vecinal, que ofrecía capacitación laboral y servicios sociales.
Terkel una vez se refirió a Kalven como un «periodista de guerrilla»; este último estuvo de acuerdo con el uso de ese término. Sin embargo, ha sido criticado por desempeñar un doble papel como activista y periodista. Su trabajo ha incluido informar sobre la mala conducta policial y las malas condiciones de la vivienda pública. A mediados de la década de 1990, después de años de informar sobre Stateway, se convirtió en asesor formal del consejo de residentes del proyecto de vivienda, apoyando las negociaciones con agencias gubernamentales y desarrolladores privados. Alrededor de 2000-2001, Kalven, su esposa Evans y el desarrollador informático David Eads iniciaron el Instituto Invisible como un equipo informal centrado en el periodismo y la organización comunitaria. Eads desarrolló el sitio web que publicó los informes de Kalven y la documentación fotográfica de Evans. Ocuparon un apartamento vacío en Stateway e informaron sobre el abuso policial en el proyecto de viviendas a través de su blog de periodismo fotográfico y revista en línea, The View from the Ground. El «Invisible Institute» era un nombre ficticio para el editor del blog. El equipo se financió a través de una empresa de mantenimiento independiente que también empleaba a residentes de Stateway. Una asociación informal de colaboradores que trabajan en cuestiones de raza y pobreza en Chicago finalmente ayudaría a expandir el equipo aún más. Entre ellos se encontraban abogados de derechos civiles y estudiantes de derecho de la Clínica de Asistencia Legal Mandel, una clínica jurídica de la Escuela de Derecho de la Universidad de Chicago.
En abril de 2003, una residente negra de Stateway, Diane Bond, fue supuestamente atacada y acosada por un grupo de policías de Chicago blancos llamado «Skullcap Crew». Según Bond, los oficiales entraron por la fuerza a su apartamento, la golpearon y aterrorizaron a ella, a su hijo y a otras personas. La amenazaron con plantarle drogas y la obligaron a mostrar sus genitales, supuestamente en busca de drogas. Los oficiales también obligaron al hijo de Bond a atacar a otro hombre en el edificio. Había estado investigando historias de otros supuestos abusos por parte de Skullcap Crew durante varios años, y no estaba satisfecho con la forma en que el departamento de policía manejaba sus quejas. Convenció a Craig Futterman, un abogado de la Clínica Mandel, para que representara a Bond. La clínica presentó una demanda federal por derechos civiles, titulada Bond v. Utreras, en abril de 2004, pero el incidente no fue reportado en los principales medios de comunicación. Sólo Kalven informó sobre la historia y escribió una serie llamada Kicking the Pigeon que comenzó en julio de 2005. La serie comprendía 17 artículos que cubrían acusaciones de mala conducta policial en viviendas públicas, publicados en su revista web The View from the Ground y se completó en 2006. En junio de 2005, un abogado de la ciudad emitió una citación para obtener los registros de Kalven de su reportaje en Stateway, pero él se resistió a la citación, citando el privilegio del periodista. Kalven estuvo representado por Thomas P. Sullivan, exfiscal de los Estados Unidos y socio de Jenner & Block. Un juez magistrado rechazó la citación por considerarla excesivamente amplia y suponer una carga indebida para Kalven.

## Obtención de registros de mala conducta policial

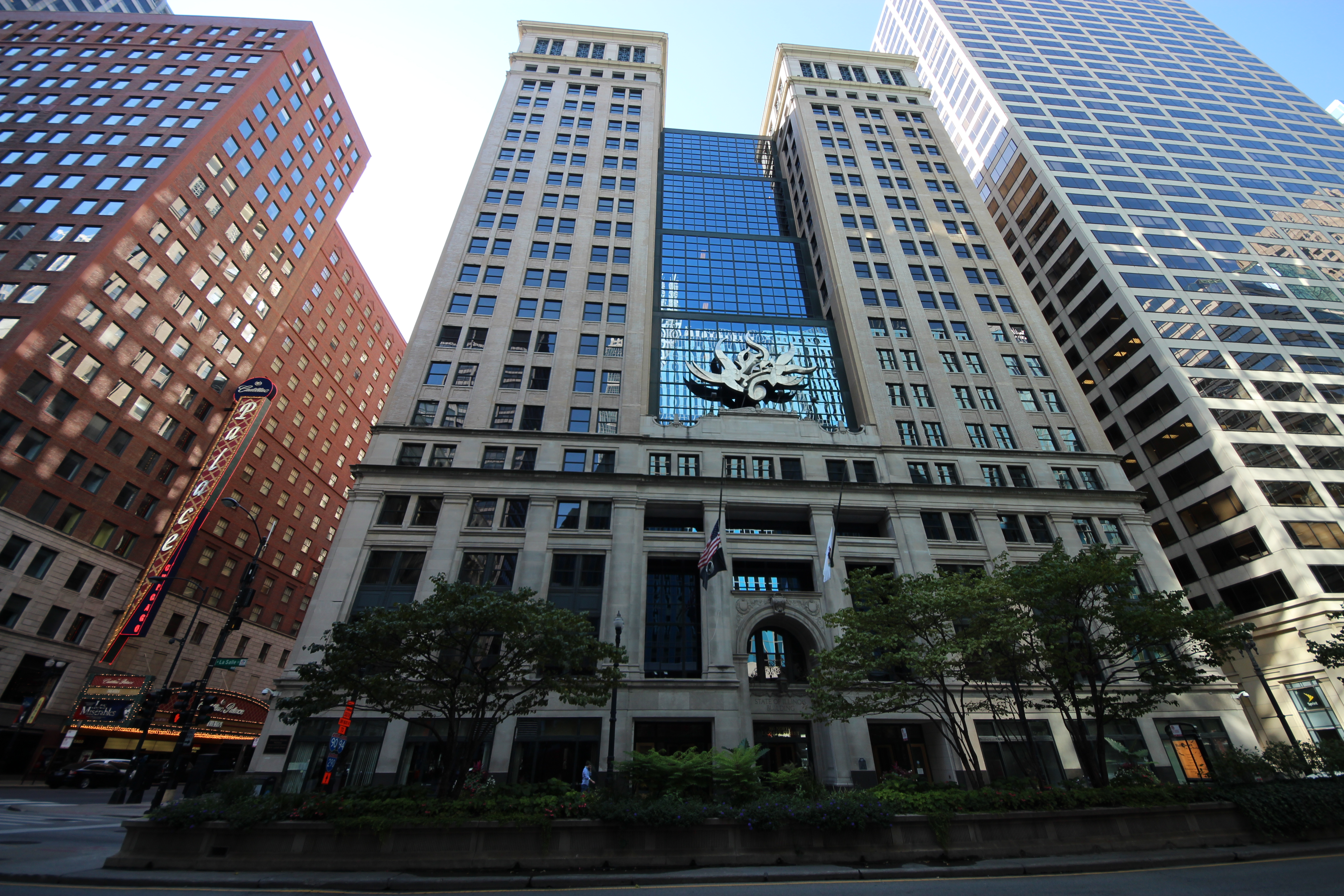
Edificio Bilandic, sede del Tribunal de Apelaciones del Primer Distrito, en Chicago

El abogado de Bond, Craig Futterman, pidió al departamento de policía que entregara las denuncias de mala conducta y los registros disciplinarios, como parte del descubrimiento para establecer un patrón de abuso. La ciudad produjo una lista de 662 oficiales que habían recibido 10 o más quejas entre 2001 y 2006. Sin embargo, una orden de protección impidió a Futterman compartir esos registros con el público, incluido Kalven. En 2007, la demanda de Bond se resolvió extrajudicialmente por 150 000 dólares. Antes de que se concretara el acuerdo, Kalven intervino en el caso como periodista, diciendo que los documentos debían hacerse públicos. 
La jueza federal de distrito Joan Lefkow aceptó levantar la orden de protección, al considerar que la información tenía «un carácter público distintivo» relacionado con los deberes oficiales de los agentes de policía. La ciudad apeló el fallo de Lefkow ante el Tribunal de Apelaciones de los Estados Unidos para el Séptimo Circuito. En la etapa de apelación, Kalven estuvo acompañado por 28 concejales de Chicago (la mayoría del consejo municipal) a quienes el departamento jurídico de la ciudad bajo el mandato del alcalde Richard M. Daley les había negado el acceso a la misma información. Varias organizaciones de noticias, entre ellas Associated Press, Chicago Tribune, Chicago Sun-Times, Chicago Reader, The New York Times, Copley Press, Gannett, Lee Enterprises y la Illinois Press Association, presentaron un escrito colectivo de amicus curiae. El tribunal de apelaciones revocó la decisión de Lefkow por razones de procedimiento, al considerar que Kalven carecía de legitimación para intervenir porque el caso ya se había resuelto. Sin embargo, el tribunal de apelaciones también declaró en una nota a pie de página que a Kalven no se le impidió buscar los registros directamente de la ciudad a través de la Ley de Libertad de Información de Illinois (FOIA).
A raíz de la nota a pie de página en la opinión de Bond, Kalven y Futterman iniciaron el proceso FOIA con la ciudad. Kalven presentó dos solicitudes. Uno pidió listas de oficiales con más quejas de mala conducta (conocidas como «listas de repetidores»), mientras que el segundo pidió registros de investigaciones sobre quejas de mala conducta (conocidos como «archivos de registro de quejas»). La ciudad rechazó las solicitudes, argumentando que los archivos del registro de quejas estaban exentos de divulgación bajo la FOIA porque se relacionaban con los procedimientos de adjudicación del departamento de policía y también porque contenían recomendaciones preliminares sobre posibles acciones disciplinarias.
El Tribunal de Apelaciones de Illinois rechazó los argumentos de la ciudad en marzo de 2014, en el caso Kalven v. City of Chicago. El tribunal sostuvo que los archivos del registro de quejas no estaban «relacionados con» los procedimientos de adjudicación, aun cuando dichas quejas pudieran finalmente conducir a acciones disciplinarias. Cualquier recomendación preliminar podría ser redactada, pero los archivos no podrían ser retenidos en su totalidad. En cuanto a las listas de repetidores, el tribunal reconoció las afirmaciones de la ciudad de que el departamento de policía normalmente no creaba dichas listas durante el curso de su negocio, sino que las preparaba únicamente con fines de descubrimiento en el caso Bond. Sin embargo, las listas de repetidores todavía se consideran registros públicos bajo la FOIA, y simplemente resumen los archivos del registro de quejas, por lo que las listas están sujetas a divulgación por las mismas razones.
La ciudad amenazó con apelar ante la Corte Suprema de Illinois, pero finalmente aceptó publicar los registros de la queja. El caso se convirtió en una decisión histórica, al sostener que los registros de mala conducta policial son información pública. El litigio FOIA de Kalven, en el que Futterman y otros trabajaron pro bono, acumuló casi 500 000 dólares en honorarios de abogados. De esa cantidad, Kalven acordó recuperar 200 000 dólares.

## Formalizando el Invisible Institute

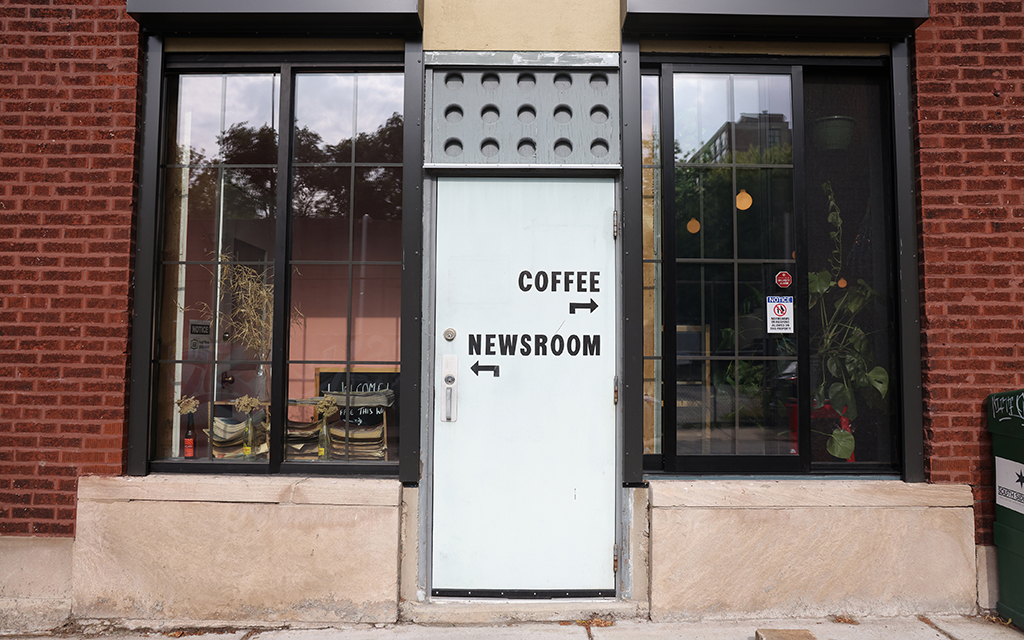
Oficina del Invisible Institute en 2022.

Después de la decisión judicial de 2014, el Invisible Institute se constituyó como una organización sin fines de lucro y reclutó personal para trabajar en la divulgación de la información policial. En 2017, el instituto tenía su sede en Woodlawn. La decisión del tribunal condujo a la creación en noviembre de 2015 del Proyecto de Datos Ciudadanos de la Policía y la Base de Datos de la Policía de Chicago, una base de datos pública de más de 54 000 denuncias de mala conducta contra más de 8.000 agentes entre marzo de 2011 y marzo de 2015. El instituto y varios otros medios de comunicación presentaron nuevas solicitudes FOIA para todos los registros de mala conducta desde 1967. Antes de que la ciudad pudiera cumplir, la Orden Fraternal de la Policía presentó una demanda para bloquear la publicación de esos registros, argumentando que el acuerdo de negociación colectiva del sindicato requería que los registros de mala conducta con más de 5 años de antigüedad fueran destruidos. El Tribunal de Apelaciones dictaminó posteriormente que el requisito del acuerdo de destruir registros no era ejecutable, ya que causaría que la ciudad violara la FOIA.
Con el tiempo, el instituto se convirtió en un centro de datos sobre mala conducta policial en Chicago y en 2022 el proyecto de datos incluía 247 161 denuncias. El proyecto de datos, que abarca desde 1988 hasta 2018, contiene quejas y acusaciones presentadas contra agentes, la cantidad de quejas sostenidas y perfiles individuales de agentes que enumeran los salarios de los agentes y las medidas disciplinarias que recibieron por incidentes de uso de la fuerza. En enero de 2016, el proyecto de datos recibió una subvención de 400 000 dólares de la Fundación Knight. En el otoño de ese año, publicó un artículo sobre el grupo Watts, un grupo de policías que presuntamente acosaba a los residentes de viviendas públicas en el South Side. El trabajo fue publicado en The Intercept y el instituto solicitó al Tribunal de Circuito del Condado de Cook que revisara posibles condenas injustas asociadas con esos oficiales. El Instituto también creó una oficina centrada en las condenas injustas y en compartir los relatos de los denunciantes policiales.
A principios de la década de 2010, el instituto trabajó en una iniciativa, llamada Youth/Police Project, para educar a los adolescentes negros sobre sus derechos constitucionales y documentar sus frecuentes experiencias con la policía. Los vídeos del proyecto se han utilizado para mostrarlos a los responsables de la formulación de políticas y para capacitar a los agentes de policía.

## Informe sobre el asesinato de Laquan McDonald

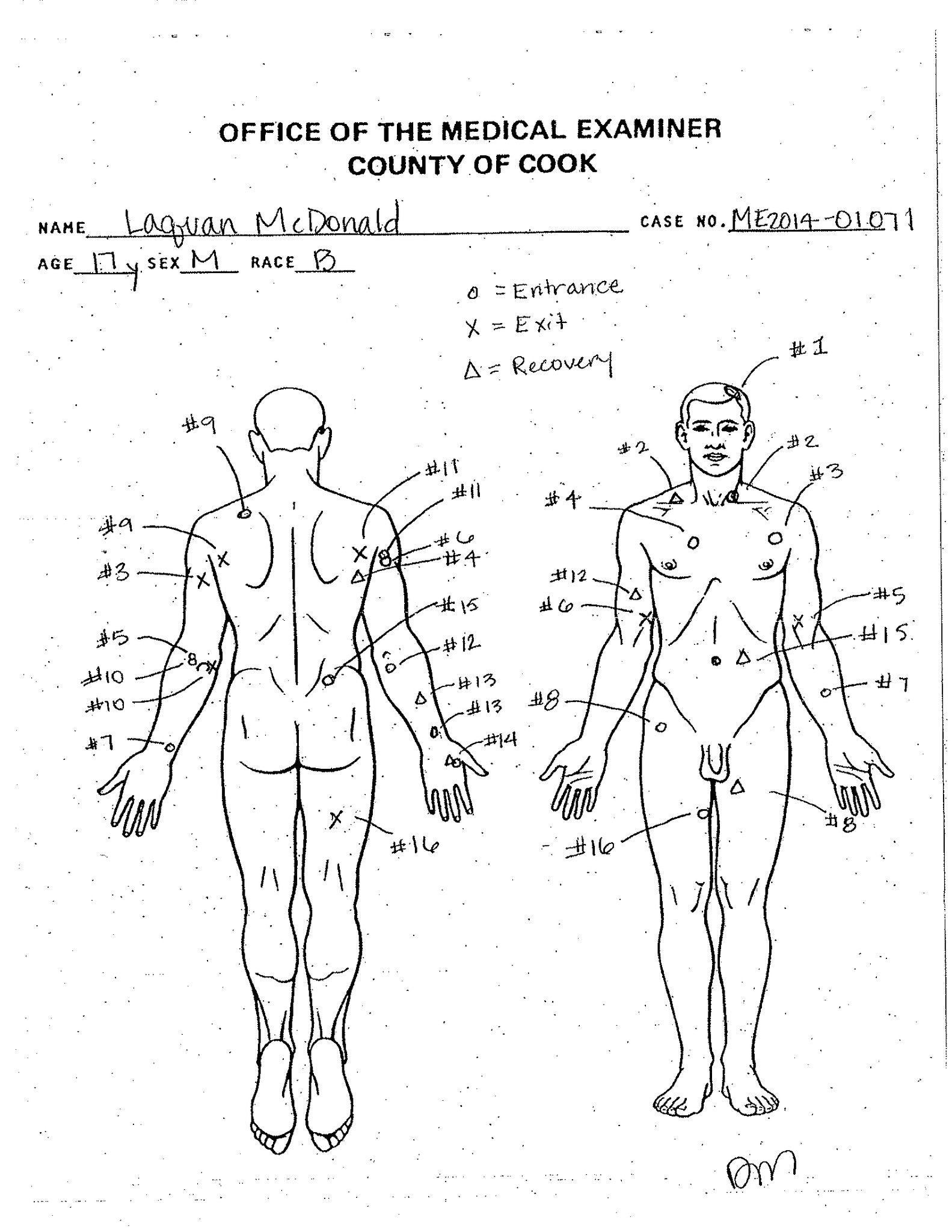
Diagrama de la autopsia del asesinato de Laquan McDonald.

Informó sobre el asesinato de Laquan McDonald, un adolescente negro, por parte del oficial de policía blanco de Chicago Jason Van Dyke en octubre de 2014. La historia oficial del departamento de policía inicialmente sugirió que McDonald se abalanzó sobre los oficiales con un cuchillo y murió de un solo disparo de Van Dyke. Sin embargo, a principios de noviembre, un denunciante confidencial del departamento de policía informó a Kalven y Futterman de la existencia de un video de unadashcam que contradecía la versión oficial. La fuente también reveló que McDonald no se abalanzó sobre los oficiales sino que se estaba alejando de ellos, y Van Dyke le había disparado a McDonald 16 veces, estilo ejecución. En diciembre, pidieron públicamente la publicación del vídeo de la dashcam. Después de que la ciudad se negara varias veces, Futterman presentó una demanda para que se publicara el vídeo.
En febrero de 2015, Kalven obtuvo una copia del informe de la autopsia de McDonald, que contradecía el relato oficial de un solo disparo y, en cambio, confirmaba que Van Dyke le había disparado a McDonald 16 veces, estilo ejecución. Ese mismo mes, los abogados de la familia de McDonald recibieron una copia del vídeo mediante una citación y exigieron a la ciudad una compensación de 16 millones de dólares. En marzo, la familia de McDonald y la ciudad aprobaron un acuerdo de conciliación de 5 millones de dólares, que también exigía que el video se mantuviera confidencial hasta que se completara la investigación. El vídeo no se hizo público hasta el 26 de noviembre de 2015, trece meses después del asesinato de McDonald.
El trabajo de Kalven y Futterman tuvo consecuencias políticas, incluidas protestas y demandas de renuncia o destitución del alcalde Rahm Emanuel y otros funcionarios. Emanuel despidió al superintendente de policía de Chicago, Garry McCarthy, junto con el jefe de la agencia de supervisión del departamento, y el Departamento de Justicia de Estados Unidos abrió investigaciones sobre el departamento de policía. Su informe sobre la autopsia también le valió el Premio George Polk de Periodismo Local en 2015 y el Premio Ridenhour al Coraje en marzo de 2016.
En 2017, fue citado para testificar sobre sus fuentes en una audiencia por el caso de asesinato contra Van Dyke. El juez del condado de Cook, Vincent Gaughan, anuló la citación, al considerar que los abogados de Van Dyke estaban involucrados en una «expedición de pesca» y no demostraron que el testimonio de Kalven sería relevante para su caso. La decisión de Gaughan se basó menos en el privilegio del periodista, pero reconoció que no se podía obligar a los periodistas a revelar sus fuentes salvo que existieran «circunstancias extraordinarias». En 2018, Kalven fue citado nuevamente para testificar en un juicio contra otros tres agentes de policía involucrados en el incidente, pero esa citación fue retirada.

## Últimos años

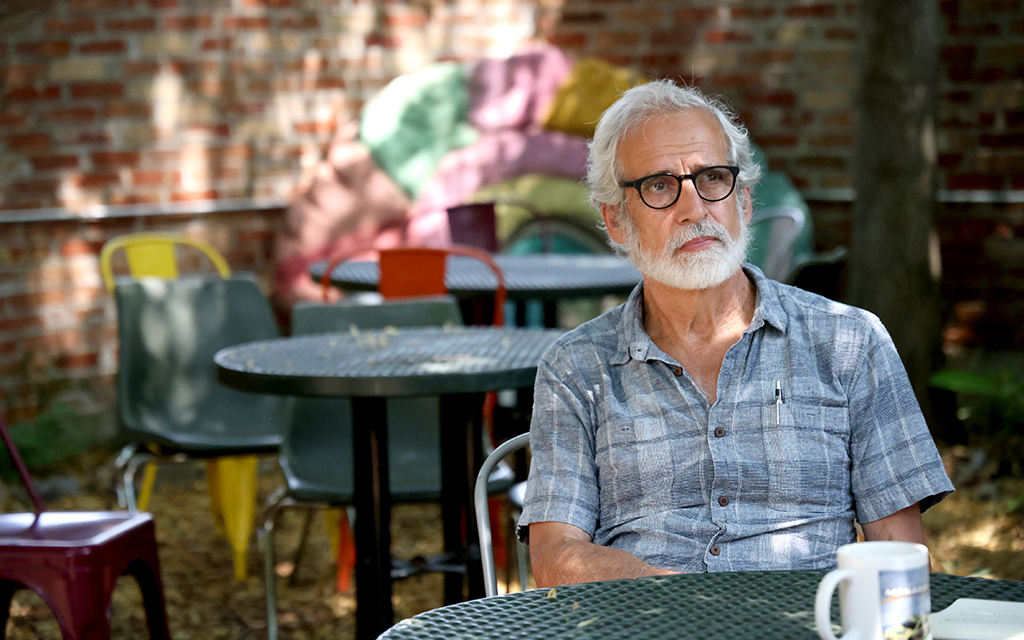
Kalven en 2022.

Fue practicante visitante residente en el Instituto Kenan de Ética de la Universidad Duke en 2017. Coprodujo 16 Shots, un documental ganador de un Emmy sobre el caso McDonald. También trabajó como consultor en la serie de televisión 61th Street. En 2021, el Invisible Institute ganó un Premio Pulitzer de Periodismo Nacional por su investigación sobre mordeduras abusivas por parte de perros policías, y su pódcast Somebody también fue finalista del Premio Pulitzer de Periodismo en Audio.
Renunció como director del Invisible Institute en 2021. En abril de 2022, fue reconocido por sus informes sobre derechos humanos cuando recibió la Medalla I. F. Stone por la Independencia Periodística.

## Obras
- Kalven, Harry (1989).  Kalven, Jamie, ed. A Worthy Tradition: Freedom of Speech in America. Nueva York: Harper & Row. ISBN 9780060916220.
- Kalven, Jamie (1998). «'Do You Know Where You Are?': A Memoir of Becoming a South Sider».  En Ayers, William; Hunt, Jean Ann; Quinn, Therese, eds. Teaching for Social Justice: A Democracy and Education Reader. Nueva York: New Press, Teachers College Press. ISBN 9781565844209.
- Kalven, Jamie (1999). Working with Available Light: A Family's World After Violence. Nueva York: W. W. Norton. ISBN 9780393046908.
- Kalven, Jamie; Evans, Patricia; Eads, David (2001–2007). The View from the Ground. Stateway Gardens, Chicago: Invisible Institute (editorial ficticia).
  - Kalven, Jamie (6 de julio de 2005 - 16 de febrero de 2006). «Kicking the Pigeon». The View from the Ground – informes sobre los incidentes que dieron lugar al litigio Bond v. Utreras.
- Futterman, Craig B.; Hunt, Chaclyn; Kalven, Jamie (2016). "They Have All the Power": Youth/Police Encounters on Chicago's South Side. Chicago: University of Chicago Law School. OCLC 947589612.